# Jan Krawczyk (pułkownik)
Jan Krawczyk (pułkownik) (ur. 19 listopada 1927 w Szczypiornie, zm. 13 października 2012 w Warszawie) – pułkownik Sił Zbrojnych Polskiej Rzeczypospolitej Ludowej, nawigator, dowódca  Centralnego Stanowiska Dowodzenia Dowódcy Wojsk OPK (1977–1991).

## Życiorys
Służbę wojskową rozpoczął w 1948 roku jako podchorąży Oficerskiej Szkoły Artylerii w Toruniu. Po mianowaniu na stopień podporucznika (absolwent 18 promocji OSA) w 1951 roku, został skierowany do Oficerskiej Szkoły Lotniczej w Dęblinie na kurs nawigatorów. Po jego ukończeniu w 1952 zajmował kolejno stanowiska w Dowództwie Artylerii Wojska Polskiego: od nawigatora do specjalisty z dziedziny rozpoznawania i kierowania ogniem artylerii z samolotu. Po przeniesieniu do Wojsk Lotniczych i Obrony Przeciwlotniczej Obszaru Kraju został szefem Wydziału Rozpoznania w 1 Korpusie Obrony Przeciwlotniczej Obszaru Kraju. W latach 1961–1965 studiował w Akademii Sztabu Generalnego WP na fakultecie lotniczym. Od 1966 do 1968 uczestniczył w pracach międzynarodowej Komisji Nadzoru i Kontroli w Wietnamie. Po powrocie do kraju dowodził pułkiem rozpoznania elektronicznego w Grójcu (1971–1973). W latach 1973–1977 pełnił obowiązki szefa sztabu Centralnego Stanowiska Dowodzenia, a w latach od 1977 do 1991 był dowódcą CSD Dowódcy Wojsk Obrony Powietrznej Kraju (w latach 1990–1991 Wojsk Lotniczych i Obrony Powietrznej). W 1991 roku, po 43 latach służby, został przeniesiony w stan spoczynku. Działacz Związku Byłych Żołnierzy Zawodowych i Oficerów Rezerwy. Członek PZPR.
Jego żona Irena była w latach 1951–1967 wicedyrektorem, a od 1968 do 1991 roku dyrektorem warszawskiego XIV Liceum Ogólnokształcącego im. Klementa Gottwalda.
Pochowani na Powązkach-Cmentarzu Wojskowym w Warszawie (kwatera 31C-4-17).

## Odznaczenia
- Krzyż Oficerski Orderu Odrodzenia Polski
- Krzyż Kawalerski Orderu Odrodzenia Polski
- Złoty Krzyż Zasługi
- Srebrny Krzyż Zasługi
- Złoty Medal „Siły Zbrojne w Służbie Ojczyzny”
- Srebrny Medal „Siły Zbrojne w Służbie Ojczyzny”
- Brązowy Medal „Siły Zbrojne w Służbie Ojczyzny”
- Złoty Medal „Za zasługi dla obronności kraju”
- Srebrny Medal „Za zasługi dla obronności kraju”
- Brązowy Medal „Za zasługi dla obronności kraju”
- Złota odznaka honorowa Za Zasługi dla Warszawy
- Honorową odznaka Za zasługi dla ZBŻZiORWP (dwukrotnie)
- wpis do Honorowej Księgi Zasłużonych dla Organizacji Mazowieckiej

## Źródła
- Głos Weterana i Rezerwisty, marzec 2008, str. 16